# Клінічна лікарня «Феофанія»
Кліні́чна ліка́рня «Феофа́нія» — медичний заклад, що підпорядкований Державному управлінню справами, вповноважений на оперативне, стаціонарне, діагностично-консультативне лікарське обслуговування державних службовців України, працівників дипломатичного корпусу іноземних держав та міжнародних організацій, осіб, що мають особливі заслуги перед Україною в умовах мирного, надзвичайного та воєнного стану.
Також у лікарні надаються медичні послуги без будь-яких обмежень усім повнолітнім громадянам України та інших держав світу і надається реабілітаційна допомога пораненим військовослужбовцям за направленнями військових шпиталів.
Розташована на частині території Голосіївського національного природного парку міста Києва і займає площу 49,07 га парково-впорядкованої території.
Має акредитаційний сертифікат Міністерства охорони здоров'я України вищої категорії та ліцензію на медичну практику.
Територія лікарні безпосередньо межує з територіями Національного експоцентру України, Інституту бджільництва ім. П. І. Прокоповича, Національним музеєм бджільництва України. Поруч розташовані Головна астрономічна обсерваторія НАН України Національної академії наук України, Національний музей народної архітектури та побуту України, Садово-парковий комплекс НАН України «Феофанія».

## Історія
У XVI столітті ця місцевість належала Києво-Печерському монастирю. А пізніше стала особистою власністю київських митрополитів: спочатку — Петра Могили, згодом Сильвестра Косова. Наприкінці XVIII століття територія Феофанії вже належала Софіївському чоловічому монастирю. Після указу імператриці Катерини II з 1786 і до 1802 років ця місцевість перебувала у власності державної казни, а відтак була власністю настоятеля Михайлівського Золотоверхого монастиря Феофана (Шиянова) — Київського вікарія і помічника митрополита. Саме Феофан — перший Київський вікарний єпископ зводить тут заміську резиденцію дачного типу для настоятелів Михайлівського Золотоверхого монастиря, перетворюючи з 1803 року територію на пустинь, названу ім'ям її засновника — Феофана. Майже 28 років (1807—1835 рр.) резиденція стояла пустою. До 1920 року — це власність Лаври, пасічний хутір, який у 1934 році закрили і пустинь взагалі перестала існувати.
Ці землі були передані Київському сільськогосподарському інституту. Наукова громадськість відзначала належний догляд всі ці роки за усіма зеленими насадженнями Феофанії з боку студентів та науковців цього відомого аграрного закладу.
Наприкінці 1950-х років рада міністрів урср передала значні території Феофанії для спорудження Виставки досягнень народного господарства (ВДНГ), лікарні «Феофанія» та республіканського Інституту бджільництва.
На початку 1960-х років медична установа Клінічна лікарня «Феофанія» (на той час Лікарня 4-го управління Міністерства охорони здоров'я УРСР) звела свої перші корпуси на території, що повністю ввібрала у свої межі давні терени Нової Пасіки та залишки чудових монастирських садків.
З травня 1961 року розпочалось будівництво приміщень лікарні. 9 лютого 1965 року Міністр МОЗ УРСР П. Л. Шупик підписав наказ № 75 про введення лікарні в експлуатацію. На той час у лікарні функціонувало 10 лікувальних відділень на 135 стаціонарних ліжок, працювало 34 лікарі, 116 медсестер, 70 санітарок. Допомагали роботі лікарні 113 інженерів, техніків, робітників. З 1965 року функціонує бібліотека медичної та художньої літератури.
Згідно з Указом Президента України від 30 серпня 2002 року та розпорядженням Кабінету Міністрів України від 16 листопада 2002 року № 647 Лікарню підпорядковано Державному управлінню справами.

## Сучасний стан
У лікарні функціонує 12 корпусів (з яких 3 є стаціонарно-лікувального профілю), 29 лікувальних відділень та 8 діагностичних центрів, у яких надається цілодобова медична допомога. Діяльність лікарні забезпечують 215 лікарів, а також 566 середніх медичних працівників.
У лікарні наявні 550 ліжок, з яких 364 ліжка терапевтичного профілю, 186 ліжок хірургічного профілю, а також 33 ліжка трьох відділень інтенсивної терапії та анестезіології. За рік проліковується понад 14 тисяч осіб. Наразі відбувається тривалий капітальний ремонт 3-го лікувального корпусу, що обмежує кількість ліжок на понад 100 осіб (це понад 2000 пацієнтів щорічно).

### Лікування осіб, що мають особливі заслуги перед Україною
Лікарня забезпечує надання швидкої оперативної медичної допомоги та стаціонарне лікування за рахунок бюджетних коштів пацієнтів, які прикріплені до Поліклініки №-1 та Поліклініки № 2 ДУС згідно з їхніми медичними направленнями-рекомендаціями. До відповідних поліклінік прикріплені усі Герої України держави, понад 8 тисяч ветеранів війни та праці, понад 2 тисячі учасників ліквідації наслідків Чорнобильської катастрофи та учасників бойових дій — ветеранів війни, які мають особливі заслуги перед Батьківщиною, дружини загиблих-померлих інвалідів-ветеранів війни та опромінених під час Чорнобильської катастрофи, які мають Особливі заслуги перед Україною. Також на медичне обслуговування прикріплені усі академіки та члени-кореспонденти Національної академії наук України, Національної академії медичних наук України, Національної академії аграрних наук України, Національної академії педагогічних наук України та інших національних академій України (загалом понад 3 тисячі осіб). До поліклінік прикріплені усі Народні артисти України, Народні художники України та особи з вищими Почесними званнями України, включно зі спортивними.

### Лікування найвищих державних керівників
За нагальної потреби лікарня забезпечує оперативне та стаціонарне лікування Президента України, Голови Верховної Ради, Прем'єр-міністра, членів Кабінету міністрів, членів Ради національної безпеки та оборони та інших найвищих державних діячів України. На час лікування для них створюються усі вичерпні умови (включно з наданням спеціалізованого високозахищеного зв'язку та інтернету) для повноцінного виконання належних Конституційних повноважень, включно і в умовах надзвичайного чи воєнного стану, для чого в лікарні наявна уся необхідна інфраструктура. Подібних умов немає в жодному іншому медичному закладі Києва та України.[джерело?]

### Лікування відповідальних державних службовців
Лише за офіційними направленнями лікарських комісій поліклінік ДУС, в разі нагальної необхідності, у лікарні проходять стаціонарне лікування Народні депутати та відповідальні працівники Верховної Ради України, Адміністрації Президента України, Ради національної безпеки та оборони України, Кабінету міністрів України, Конституційного Суду, Верховного суду, Центральної виборчої комісії, Генеральної прокуратури та інших центральних органів влади. Лікарня надає нагальну медичну допомогу працівникам усіх понад 130 іноземних представництв та Посольств, які розташовані у Києві, найвищим Ієрархам усіх Церков України, керівникам творчих та громадських організацій України. Щорічно відсоток даних осіб у загальній кількості стаціонарних хворих становить близько 3 % до загальної кількості пацієнтів, більшість з яких є особами похилого віку. Основна медична допомога пацієнтам даної категорії надається у поліклініках ДУС, до яких загалом прикріплено понад 35 000 осіб (з яких близько 20 % пацієнтів, прикріплених на госпрозрахунково-договірних засадах з різноманітними організаціями Києва та України).

### Надання медичних послуг усім громадянам
На відміну від Центральних військових госпіталів: прикордонної служби, Служби безпеки, Міністерства внутрішніх справ, Міністерства оборони України, Лікарні відновного лікування МВС України, КЛ «Феофанія» надає по собівартості медичні послуги абсолютно усім повнолітнім громадянам.
Наразі КЛ «Феофанія» надає максимально вичерпний наявний спектр діагностичних та медичних послуг усім громадянам України та іноземних держав. В лікарні запроваджено максимально спрощену систему медичного обслуговування пацієнтів /тобто, після здійснення оплати необхідних лікарняних послуг, вони надаються особі негайно/. При цьому, належні законодавчі податки за усі надані послуги негайно надходять до Державного Бюджету України. У зв'язку з наданням великої кількості платних послуг усім потребуючим громадянам, КЛ «Феофанія» окуповує щорічні бюджетні кошти приблизно на 30 %.

### Лікування керівників-представників дипломатичних установ
Медичні заклади подібного типу, які належать до урядового рівня медичного забезпечення у мирний та воєнний час, наявні в усіх країнах Європи та світу. Згідно з міжнародними угодами, підписаними й Україною, представникам дипломатичних місій та відповідальних міжнародних організацій (а їх нині в Україні понад 130) у країні їхнього перебування повинна цілодобово надаватися високоякісна безкоштовна медична допомога в медичних закладах найвищого рівня лікарської акредитації. Саме лікарня «Феофанія» цілодобово забезпечує ці функції. Подібну допомогу чисельним представникам дипломатичного корпусу України надають ідентичні лікарські заклади країн їх перебування.
Під час лікування відповідальних державних службовців України та посольсько-дипломатичного корпусу іноземних держав, лікарня зобов'язана забезпечити максимальну конфіденційність та збереження державних таємниць України та інших держав. Слід зауважити, що в особі Генеральної дирекції з обслуговування іноземних представництв, на Державне управління справами покладені відповідальні обов'язки із забезпечення успішної діяльності усіх іноземних представництв у Києві та Україні, включно з ефективним медичним забезпеченням. Ця сфера дипломатичної діяльності є настільки важливою, що Генеральна дирекція є єдиною з державних установ України, яка поряд з Міністерством закордонних справ України, офіційно наділена високим повноважним статусом дипломатичної установи, а її керівник наділений дипломатичним рангом-статусом Надзвичайного і Повноважного посланника, який надає йому можливість для вирішення питань в діяльності іноземних представництв з повноважними керівниками дипломатичних місій-представництв усіх іноземних країн та міжнародних організацій, які діють наразі на території України. Саме цими обставинами зумовлена необхідність підпорядкування КЛ «Феофанія» Державному управлінню справами.

## Денний стаціонар

Поліклініка № 1

Оскільки лікарня має обмежені можливості для стаціонарного бюджетного лікування прикріплених осіб, пов'язані з тривалим загальмованим ремонтом 3-го лікувального корпусу, при поліклініках ДУС діють денні стаціонари, а також Науково-практичний центр профілактичної та клінічної медицини, які також надають за собівартісними розцінками медичну допомогу усім громадянам України та інших держав, без жодних обмежень.

## Лікування поранених військовослужбовців
У зв'язку з бойовими антитерористичними діями на території України та вичерпної заповненості військово-медичних закладів, 29 травня 2014 року Верховною Радою України прийнято Постанову №-4897 про оперативне нагальне лікування у КЛ «Феофанія» коштом державного бюджету поранених та травмованих військовослужбовців Збройних сил України.
Але, на відміну, від офіційних військово-медичних закладів України, військових шпиталів-госпіталів, при яких діють вповноважені відомчі військово-лікарські експертні комісії та бюро судової військово-медичної експертизи, на які покладено функції встановлення ступеня втрати боєздатності пораненого військовослужбовця, статусу інваліда війни, зв'язку смерті військовослужбовця з кульовим пораненням при захисті Батьківщини, а отже і сукупності належних соціальних пільг учасника бойових дій та членів його родини, цивільні лікарські комісії Клінічної лікарні «Феофанія» не мають жодних необхідних законодавчих повноважень з цих військово-медичних питань.
Згідно з чинним законодавством, встановлення належного соціального статусу і відповідних параметрів соціального захисту поранених/загиблих військовослужбовців та членів їхніх родин можливо виключно в умовах лікування (або судово-експертизного перебування) у відповідному відомчому військово-лікарняному закладі (чи їх спеціалізованих військово-експертних паталого-анатомічних відділеннях) та безумовного юридично-належного оформлення визначених документів, передбачених рішеннями лише офіційних воєнізованих органів держави, діяльність яких суворо регламентується виключно Законами України. Саме через ці юридичні обставини, воєнізовані органи держави не направляють первинно поранених/травмованих учасників бойових дій до КЛ «Феофанія». Вирішення наявної суттєвої юридичної колізії можливе лише в разі законодавчого надання Лікарській експертній комісії КЛ «Феофанія» відповідного військово-медичного статусу, який наразі наявний лише у спеціалізованих військових лікарських комісій Міністерства оборони, Міністерства внутрішніх справ, Служби безпеки та Державної прикордонної служби України.
Наразі військово-медичні заклади держави постійно направляють до КЛ «Феофанія» на лікування хворих, які мають офіційно встановлений соціально-військовий статус учасника бойових дій.,
Лікарня спроможна сприяти органам з питань надзвичайних ситуацій та Збройним силам України у розгортанні мобільних польових госпіталів в районах бойових дій.

## Лікування звільнених з полону заручників
Після звільнення з військового полону 27 грудня 2017 року 73 заручників, 41 особа була направлена на медичний огляд та медичну реабілітацію у лікарню «Феофанія». 2 січня 2018 року їх відвідав у лікарні заступник міністра з питань тимчасово окупованих територій та внутрішньо переміщених осіб України Георгій Тука.

## Ідентичні медичні заклади держави
До медичних закладів подібного рівня діагностики та лікування в Україні відносяться Лікарня «Київміськбуду», національні госпіталі: Міністерства оборони, Міністерства внутрішніх справ, Служби безпеки, Прикордонної служби України, елітні лікарні відновного лікування Служби безпеки та Міністерства внутрішніх справ України, а також інші лікувальні заклади держави.

## Наукова діяльність
Лікарня має наступний науковий потенціал: 21 лікувальне та діагностичне відділення функціонують у статусі наукових центрів, де працюють 3 доктори медичних наук, 29 кандидатів медичних наук, 3 кандидати біологічних наук, 1 кандидат фізико-математичних наук. Усі медики-науковці періодично оприлюднюють у національних та міжнародних спеціалізованим медичних виданнях результати своїх науково-аналітичних досягнень. Кожен центр лікарні регулярно оприлюднює результати своїх науково-медичних досліджень у профільних виданнях. Лікарня має найбільшу серед медичних закладів України науково-медичну бібліотеку (понад 60 тисяч друкованих видань), у якій акумулюються друковані рукописи усіх наукових центрів. Читальним залом бібліотеки можуть користуватися усі медики, студенти, науковці та звичайні повнолітні громадяни України та інших держав. Бібліотека обладнана комп'ютерними центрами, підключеними до всесвітньої мережі Інтернету. На території найсучаснішого конференц-залу, де постійно проходять національні та міжнародні наукові форуми, Всеукраїнського центру радіохірургії, а також адміністративного корпусу цілодобово забезпечується функціонування WI-FI-зони з виходом до мережі Інтернет.

## Інноваційні технології
В лікарні запроваджені передові світові технології медичного супроводження пацієнтів, які рекомендовані Міністерством охорони здоров'я для інших цивільних та військових медичних закладів держави. У кожного лікаря наявний комп'ютерний комплекс, в пам'яті якого зберігається уся інформація про пацієнтів та їхнє лікування за останні роки, що дає змогу прослідкувати динаміку захворювання і визначити оптимізовані напрямки лікування. Усі результати аналізів лікар отримує виключно через комп'ютерні системи. Усі виписки, рекомендації, довідки негайно роздруковуються, що позбавляє лікаря від непродуктивної втрати часу на ручне заповнення медичної документації.

## Міжнародні медичні контакти
Лікарня підтримує широкі міжнародні контакти з лікувальними установами та медичними організаціями Європи, організовує практичні медичні міжнародні форуми за актуальними напрямками новітніх лікувальних методик. У вересні 2013 року відбулася Міжнародна україно-шведська науково-практична конференція, в результаті якої за сприянням КЛ «Феофанія», Міжнародної організації «Дерматологи — дітям» та Шведської організації дерматологів в Національній лікарні Охматдит, було відкрито перший в Україні кабінет бульозного епідермолізу.

## Національний структурний підрозділ
Важливим самостійним окремим структурним підрозділом лікарні є Всеукраїнський Центр Радіохірургії загальнонаціонального рівня, який використовує новітні методи променевої терапії. Унікальна оригінальна новітня апаратура виготовлена у Сполучених Штатах Америки.

## Бюджетне забезпечення
Наразі лікарня потребує щорічне бюджетне фінансування в межах 70 мільйонів гривень. Для порівняння — на всю медичну сферу міста Києва у 2017 році виділяється понад 7,4 мільярдів гривен. У 2017 році бюджетні витрати на Центральний госпіталь Міністерства оборони та його підрозділи в обласних центрах складуть понад 2 мільярди гривень. Ідентичні суттєві витрати передбачені на медичні заклади Міністерства внутрішніх справ. Суттєве бюджетне фінансування передбачене на медичні заклади Державної прикордонної служби та Служби безпеки України.
Завдяки наданню великої кількості собівартісних послуг значні гроші КЛ «Феофанія» повертаються в бюджет України у вигляді податку на додану вартість.
Всеукраїнський центр радіохірургії щорічно потребує фінансування у розмірі 30 мільйонів гривень. Але через практично повну відсутність державного фінансування він діє на госпрозрахункових самоокупних засадах.
Значні обсяги бюджетного фінансування КЛ «Феофанія» в минулі роки були спричинені капітальним ремонтом 1-го, 2-го та З-го лікарняних корпусів. Також величезних коштів потребувало спорудження Всеукраїнського центру радіохірургії з унікальною апаратурою, виготовленою у Сполучених штатах Америки.
У 2014 та 2015 роках жодного позапланового бюджетного фінансування лікарні не здійснювалося. Періодично ряд ЗМІ надавали громадськості необ'єктивну інформацію про величезне бюджетне фінансування КЛ «Феофанія», не посилаючись на офіційні достовірні джерела та уникаючи порівняльних параметрів бюджетного фінансування Лікарні відновного лікування МВС, СБУ, медичних закладів Міністерства оборони, Державної прикордонної служби та інших лікарняних закладів держави, які по ряду параметрів (забезпечення ліками та харчування) фінансуються набагато краще, ніж КЛ «Феофанія»[джерело?].

## Довідки про подібні медичні заклади України
- Сайт Клініки ХК «Київміськбуд» [Архівовано 10 квітня 2014 у Wayback Machine.]
- Сайт головного клінічного госпіталю Міністерства оборони України [Архівовано 12 квітня 2014 у Wayback Machine.]
- Сайт Центрального військового госпіталю Прикордонної служби України
- Сайт Центрального госпіталю Служби безпеки України
- Сайт лікарень відновного лікування Служби безпеки України
- Сайт Центрального госпіталю Міністерства внутрішніх справ України
- Сайт Лікарні відновного лікування Міністерства внутрішніх справ України